# Kid Galahad (film 1937)
Kid Galahad – amerykański film fabularny z 1937 roku w reżyserii Michaela Curtiza.

## Treść
Promotor boksu Nick Donati (Edward G. Robinson) zostaje oszukany przez swojego zawodnika, który został przekupiony przez gangstera Turkey Morgana (Humphrey Bogart).

## Obsada
- Edward G. Robinson – Nick Donati
- Bette Davis – Louise "Fluff" Phillips
- Humphrey Bogart – Turkey Morgan
- Wayne Morris – Ward Guisenberry „Kid Galahad”
- Jane Bryan – Marie Donati
- Harry Carey – Silver Jackson
- William Haade – Chuck McGraw
- Soledad Jiménez – pani Donati
- Joe Cunningham – Joe Taylor, reporter
- Ben Welden – Buzz Barett
- Joseph Crehan – Brady
- Veda Ann Borg – rudowłosa
- Frank Faylen – Barney
- Harland Tucker – bandyta
- Bob Evans – Sam
- Hank Hankinson – Burke
- Bob Nestell – O'Brien
- Jack Kranz – Denbaugh
- George Blake – sędzia